# كاثوليكية شعبية

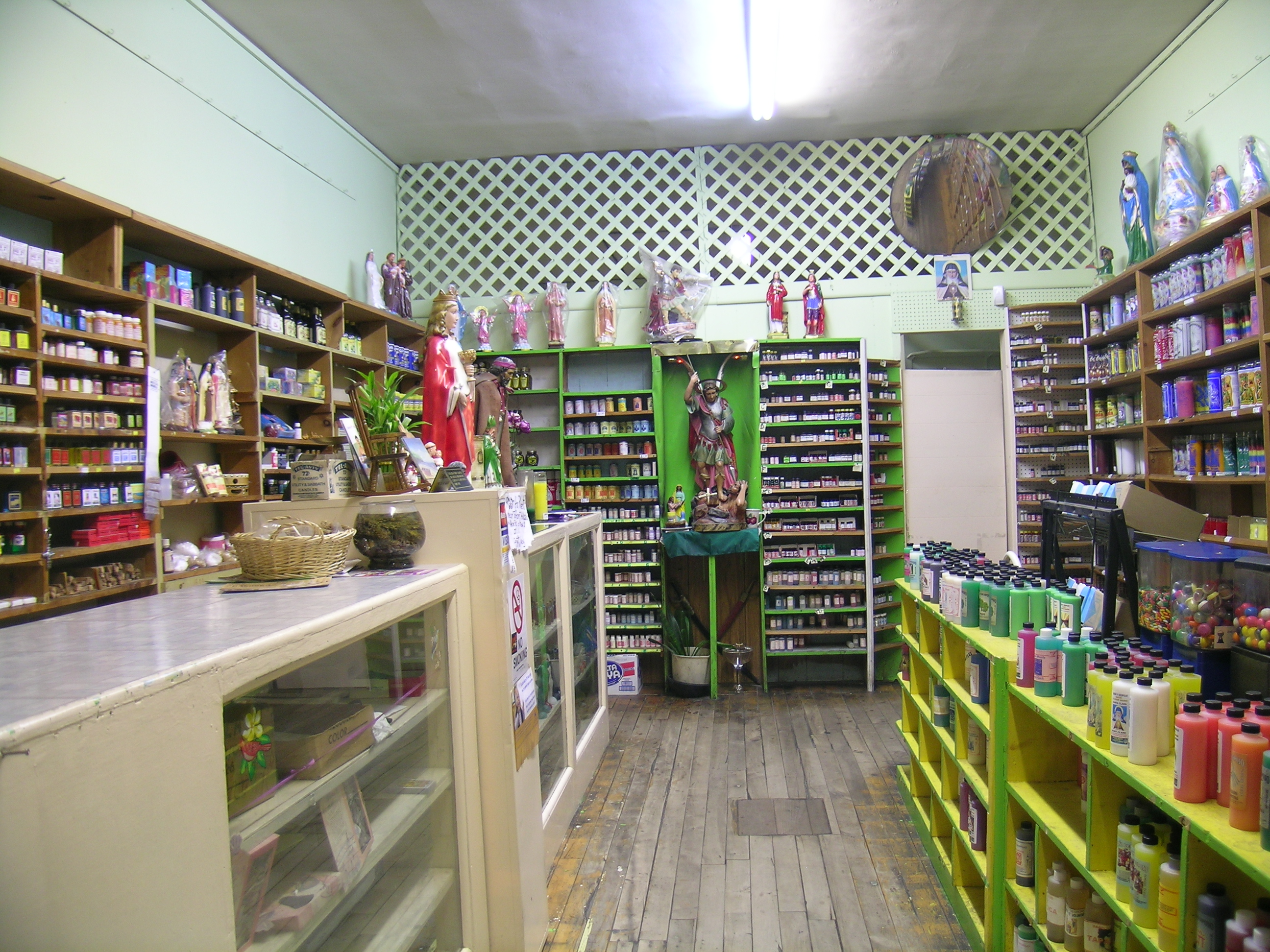
متجر في منطقة جامايكا بلاين، ماساتشوستس، يبيع السلع الدينية مثل تماثيل القديسين والشموع المزينة للصلاة جنبًا إلى جنب مواد من الطب الشعبي والتمائم.

الكاثوليكية الشعبية هو مصطلح يعبر عن مختلف التعبيرات العرقيَّة والإثنيَّة الكاثوليكية التي تُمارس في بعض المجتمعات الكاثوليكية، عادًة في الدول النامية. الممارسات التي حددها المراقبين الخارجيين باسم «الكاثوليكية الشعبية» تختلف من مكان إلى آخر وأحيانًا تتعارض مع تعاليم وممارسات الكنيسة الكاثوليكية الرسميَّة. ويعرّف هذا الشكل من المسيحية الشعبية نوع من الممارسات «الثقافية من دون الرجوع إلى اللاهوت وتاريخها».
تستند بعض أشكال الممارسات الكاثوليكية الشعبية إلى التوفيقية مع المعتقدات غير الكاثوليكية ويمكن أن تنطوي على التوفيق بين القديسين الكاثوليك والآلهة غير المسيحية. بعض من هذه الأشكال الكاثوليكية الشعبيَّة أصبحت ديانات مختلفة ومنفصلة، كما هو الحال مع الأديان التوفيقية في منطقة الكاريبي والبرازيل والتي تجمع بين الكاثوليكية وديانات غرب أفريقيا، وتشمل هذه الأديان الفودو الهايتي، وسانتيرية الكوبية، وكاندومبليه البرازيلية. هناك علاقة معقدة بين الممارسة الكاثوليكية والنظم العقائدية الأصلية أو الأمريكية الأصلية، كما هو الحال في بعض مجتمعات المايا في غواتيمالا ومجتمعات الكيشوا في البيرو حيث أن كثيرًا من الذين ينتمون إلى أصول هندية أو مستيزو يمزجون الشعائر الكاثوليكية مع العقائد الروحية لثقافاتهم التقليدية، ممارسين هذه الشعائر يعتبرون أنفسهم عمومًا الكاثوليك جيدين.
بعض الممارسات الكاثوليكيَّة الشعبيَّة الأخرى هي أشكال شعبية محلية مخصصة للكنيسة الكاثوليكية والتي لا تتعارض مع العقيدة والممارسة الكاثوليكية الرسمية. وتشمل الأمثلة تقليد العرّاب في شبه الجزيرة الإيبيرية، وأمريكا اللاتينية والفلبين، وهو تقليد يعود جذوره إلى العصور القرطوسية الكاثوليكية والتي استمرت في أوروبا بعد القرن السابع عشر. من الأمثلة الأخرى تبجيل بعض القديسين والملائكة التي لا تعترف بها الكنيسة؛ والحج في أوروبا إلى المواقع الدينية التي تعود للعصور الوسطى والحديثة. وتشمل المعتقدات والممارسات الكاثوليكية الشعبية الحديثة قصص معجزات حول الكهنة في أيرلندا، وقصص عن ظهورات مريم العذراء وقديسين آخرين في إسبانيا، والممارسات الشعبية المحيطة حول القديسين في أمريكا اللاتينية وأوروبا.
تأخذ الكنيسة الكاثوليكية موقفًا عمليًا وصارمًا تجاه تعاليم الكنيسة الكاثوليكية الشعبية. على سبيل المثال، قد تسمح الحج إلى موقع الظهورات المبلغ عنها (على سبيل المثال مديوغوريه) دون تأييد أو إدانة الاعتقاد في الظهورات المبلغ عنها، وكثيرًا ما يعلن عن الظهورات المريمية ومعجزات مماثلة «جديرة بالاعتقاد» (على سبيل المثال سيدة فاتيما). عندما ترى الكنيسة الكاثوليكية أن هناك بدعة صارخة قد تحدث، تقوم الكنيسة برفض ذلك بنشاط وتطالب الكاثوليك بالابتعاد عن مثل هذه الممارسات. هذا هو حال عبادة سانتا مويرتيه في المكسيك (وهي قديسة الموت، أو تجسيد وعبادة الموت). حيث أدانت الكنيسة العبادة وأعتبرتها تجديفًا، واصفه إياها بأنها «انحطاط للدين». يذكر أنه من الجهة المقابل تأخذ الكنائس البروتستانتية موقف صارم ومعارض لأشكال العبادة الشعبية.